# 欲望に溺れて
『欲望に溺れて』（よくぼうにおぼれて、Plonger）は2017年のフランスのドラマ映画。
監督はメラニー・ロラン、出演はジル・ルルーシュとマリア・バルベルデなど。
原作はクリストフ・オノ＝ディビオの2013年の小説『Plonger』。
運命的な恋に落ちて結ばれたはずの1組の男女の心のすれ違いとその顛末を描いた異色の恋愛ドラマである。
2017年9月に開催された第42回トロント国際映画祭で初上映された。
日本では劇場未公開だが、2018年5月2日にアット エンタテインメントからDVDが発売された。

## ストーリー
元戦場ジャーナリストのセザールと新進気鋭の女性写真家パスは運命的な出会いの末に激しい恋に落ち、同棲を始めると、2人の間にはエクトールという息子が生まれる。
平和な家庭を望むセザールに対し、パスは以前のようにスリルと刺激を求めて飛び回りたいと願い、2人の心はすれ違っていく。
そして、神経をすり減らし続けたパスはセザールと生まれたばかりのエクトールを残して、家を出てしまう。
パスと連絡が取れないまま、仕事と子育てに追われていたセザールのもとに、ある日、パスの死を知らせる連絡が来る。
セザールはパスの遺体を確認するためにアラブのある国にやって来る。
溺死体で発見されたパスの遺体を確認したセザールはパスが亡くなった経緯を知ろうとするが、地元の人々は口をつぐむ。
パスが暮らしていた小屋でパリ行きのチケットを見つけたセザールは、彼女が自殺したのではないことを確信すると、彼女と親しかったスクーバダイビングのガイドであるマリンが何かを隠していると考え、彼を厳しく問い詰める。
するとマリンは、パスがダイビング中の事故で亡くなったこと、また、事故を知られてガイドとしての職を失うことをおそれて遺体を放置したことをセザールに告白する。
パスはかねてより追いかけていたサメが近くに来ていることを知り、サメと「会話」ができるというマリンに、その様子を見せて欲しいと懇願していたのである。
セザールはマリンに、パスが最期に見た光景を見たいと頼む。
マリンに連れられて海に潜ったセザールはマリンがサメと会話する姿を見て深い感銘を受ける。

## キャスト
- セザール: ジル・ルルーシュ - 元戦場ジャーナリスト。イラクで拉致された経験がある。
- パス: マリア・バルベルデ - 新進気鋭の女性写真家。
- マリン: イブラヒム・アメド - スクーバダイビングのガイド。
- リザ: マリー・ドゥナルノー （フランス語版） - ホテルの支配人。パスの友人。
- 若いアーティスト: ノエミ・メルラン（フランス語版） - パスを誘った女性。
- レオ: アルベール・デルピー - セザールに石膏像を見せた老男性。

## 作品の評価
Rotten Tomatoesによれば、5件の評論のうち、40%にあたる2件が高く評価しており、平均点は10点満点中7.5点となっている。
アロシネによれば、フランスの20のメディアによる評価の平均点は5点満点中2.8点である。